# V380 Андромеды
V380 Андромеды (лат. V380 Andromedae), HD 218326 — кратная звезда в созвездии Андромеды на расстоянии приблизительно 1450 световых лет (около 445 парсеков) от Солнца.

## Характеристики
Первый компонент (CCDM J23066+4240A) — бело-голубая пульсирующая переменная звезда (LPB) спектрального класса B9, или B5/6IV, или B4. Видимая звёздная величина звезды — от +8,02m до +7,97m. Масса — около 4,128 солнечных, радиус — около 3,377 солнечных, светимость — около 537,032 солнечных. Эффективная температура — около 16596 K.
Второй компонент — красный карлик спектрального класса M. Масса — около 81,79 юпитерианских (0,0781 солнечной). Удалён на 2,399 а.е..
Третий компонент (HD 218324B) — жёлтый карлик спектрального класса G. Видимая звёздная величина звезды — +11,9m. Радиус — около 1,42 солнечного, светимость — около 2,111 солнечных. Эффективная температура — около 5836 K. Удалён на 35,8 угловых секунды.
Четвёртый компонент (UCAC3 266-263212) — жёлтый карлик спектрального класса G. Видимая звёздная величина звезды — +12,9m. Радиус — около 1,52 солнечного, светимость — около 2,22 солнечных. Эффективная температура — около 5711 K. Удалён от третьего компонента на 5,7 угловых секунды.